# Nyanderama
Nyanderama är ett vattendrag i Burundi.   Det ligger i provinsen Ruyigi, i den östra delen av landet, 130 km öster om huvudstaden Bujumbura.
I omgivningarna runt Nyanderama växer huvudsakligen savannskog. Runt Nyanderama är det ganska glesbefolkat, med 32 invånare per kvadratkilometer.